# International Nomenclature of Cosmetic Ingredients
INCI is de afkorting van International Nomenclature of Cosmetic Ingredients, ofwel het internationale naamgevingssysteem voor cosmetica-ingrediënten.
Cosmetica worden samengesteld uit één of meer ingrediënten. Om verschillende redenen kan het wenselijk zijn dat de gebruiker van cosmetica op de hoogte is van de gebruikte ingrediënten. Bijvoorbeeld als hij of zij geen dierlijke grondstoffen wil gebruiken, of allergisch is voor stoffen die in cosmetica kunnen voorkomen.
Er is gekozen voor een internationaal systeem zodat je ook in andere landen precies kan zien wat er in de cosmetica zit. De namen van de grondstoffen zijn meestal uit het Latijn of het Engels afkomstig. Kleurstoffen en pigmenten worden met een code aangeduid. Helemaal internationaal is het niet, in andere landen, bijvoorbeeld de Verenigde Staten worden deels andere namen gebruikt. Als een product bijvoorbeeld bijenwas bevat wordt dat in Europa aangegeven met Cera Alba en in de Verenigde Staten met Beeswax.
Op alle cosmeticaproducten moet een lijst staan met de gebruikte ingrediënten en hun INCI-naam. Als eerste wordt het ingrediënt genoemd dat het grootste aandeel heeft in het product, als laatste de ingrediënten die in kleinere hoeveelheden in het product zitten.
Voorbeelden van INCI-namen en hun betekenis zijn:
| INCI                       | Betekenis                                       |
| -------------------------- | ----------------------------------------------- |
| Tocopheryl Acetate         | Het azijnzure ester van vitamine E              |
| Theobroma Cacao Butter     | Cacaoboter                                      |
| Sodium Laureth Sulfate     | Natriumlaurylethersulfaat, een zeepachtige stof |
| Helianthus Annuus Seed Oil | Zonnebloemolie                                  |
| Cera Alba                  | Bijenwas                                        |
| CI 77007                   | Ultramarijn, een blauw pigment                  |

Parfums hoeven niet gedetailleerd te worden gedeclareerd, de omschrijving "Parfum" volstaat. Wel moet een aantal parfumstoffen die relatief vaak verantwoordelijk zijn voor het ontstaan van allergie (zoals limoneen, linalool of Hexyl Cinnamal) genoemd worden.